# Сагайский сельсовет
Сагайский сельсовет — сельское поселение в Каратузском районе Красноярского края.
Административный центр — село Сагайское.

## Население
| 2010 | 2012 | 2013 | 2014 | 2015 | 2016 | 2017 |
| ---- | ---- | ---- | ---- | ---- | ---- | ---- |
| 598  | ↘580 | ↗581 | ↘562 | ↘547 | ↘532 | ↘516 |

## Состав сельского поселения
| № | Населённый пункт | Тип населённого пункта       | Население |
| - | ---------------- | ---------------------------- | --------- |
| 1 | Сагайское        | село, административный центр | ↘516      |

## Местное самоуправление
Сагайский сельский Совет депутатов
Дата избрания: 14.03.2010. Срок полномочий: 5 лет. Количество депутатов: 7
Глава муниципального образования
- Шартон Людмила Анатольевна. Дата избрания: 14.03.2010. Срок полномочий: 5 лет

## Инфраструктура
Основная общеобразовательная школа (посещают 51 учащихся), детский сад (посещают 15 детей), сельский дом культуры, библиотека, фельдшерско-акушерский пункт, администрация сельсовета, почта, 2 объекта розничной торговли.

## Экономика
Торговля, сельскохозяйственная производственная артель колхоз «Заветы Ильича».